# Matar Sène
Pour les articles homonymes, voir Sène.
Matar Sène, né le 16 septembre 1970 à Dakar, est un lutteur sénégalais pratiquant la lutte libre.

## Carrière
Matar Sène est médaillé de bronze aux Championnats d'Afrique 1996 à El Menzah dans la catégorie des moins de 74 kg, médaillé de bronze aux Championnats d'Afrique 2000 dans la catégorie des moins de 76 kg puis médaillé d'or aux Championnats d'Afrique 2001 à El Jadida dans la catégorie des moins de 76 kg.
Il est ensuite médaillé d'argent aux Jeux africains de 2003 à Abuja dans la catégorie des moins de 74 kg et médaillé de bronze aux Championnats d'Afrique 2005 à Casablanca dans la catégorie des moins de 84 kg.